# Импичмент Пак Кын Хе

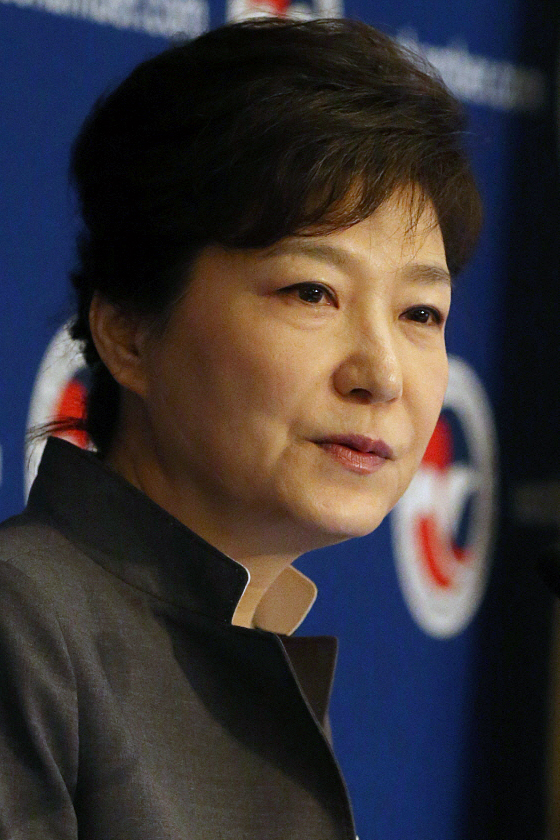
Президент Пак Кын Хе, 2013.

Импичмент президента Пак Кын Хе стал кульминацией южнокорейского политического скандала 2016 года, связанного с обвинениями президента и её ближайшего окружения в коррупции и разглашении секретных документов. В ходе голосования, состоявшегося 9 декабря 2016 года, 234 из трёхсот депутатов Национального Собрания проголосовали за импичмент президента и приостановили её полномочия. 10 марта 2017 г. Конституционный суд Кореи подтвердил это решение и освободил президента от должности. Обязанности президента временно перешли к главе правительства Хван Гёан.

## Импичмент президента в Южной Корее

### Процедура
Согласно п. 1 статьи 65 главы 3 Конституции Республики Корея, Национальное Собрание вправе объявить импичмент любому государственному чиновнику, включая президента, премьер-министра и членов коллегии Конституционного суда, если те нарушили Конституцию или иные законы страны при исполнении своих должностных обязанностей. Согласно второму пункту той же статьи, вопрос об импичменте президента должен быть выдвинут на голосование от имени простого большинства депутатов парламента, а для его принятия должен получить поддержку квалифицированного большинства — двух третей парламентариев.
В соответствии со статьёй 111 главы 6 южнокорейской Конституции, окончательное решение по этому вопросу находится в юрисдикции коллегии Конституционного суда, причём, согласно п. 1, статьи 113 той же главы, требуется шесть из девяти голосов членов коллегии для принятия решения. У суда есть 180 дней, чтобы выслушать обвинения парламента и позицию защиты главы государства и определить, доказаны ли вменяемые президенту нарушения и достаточно ли они серьёзны для импичмента. Согласно п. 3 статьи 65 Конституции, должностное лицо, в отношении которого начата процедура импичмента, немедленно отстраняется от исполнения своих обязанностей, вплоть до окончания процедуры.

### История
Хотя каждое президентство, со времён становления южнокорейской демократии, так или иначе заканчивалось скандалом, нынешние события являются лишь вторым случаем импичмента президента в истории страны. В прошлый раз импичмент был инициирован в 2004 году, когда парламентская оппозиция, 12 марта, на два месяца приостановила полномочия тогдашнего главы государства, Но Му Хёна, обвинив президента и его окружение в коррупции, — в частности, в получении тайной финансовой помощи на избирательную кампанию, — и публичной, вопреки закреплённому в законах положению о внепартийном статусе президента, поддержке партии Уридан — за что президент получил предупреждение от Национальной избирательной комиссии. Однако 15 апреля оппозиция проиграла парламентские выборы, уступив больше половины мест в Национальном Собрании сторонникам президента, а уже через месяц, 14 мая, Конституционный суд отменил решение предыдущего созыва парламента и восстановил президента в должности, встав на сторону избирателей, 70 % которых, согласно опросам общественного мнения, не поддержали импичмент.

## Предпосылки импичмента

### Утечка секретных документов

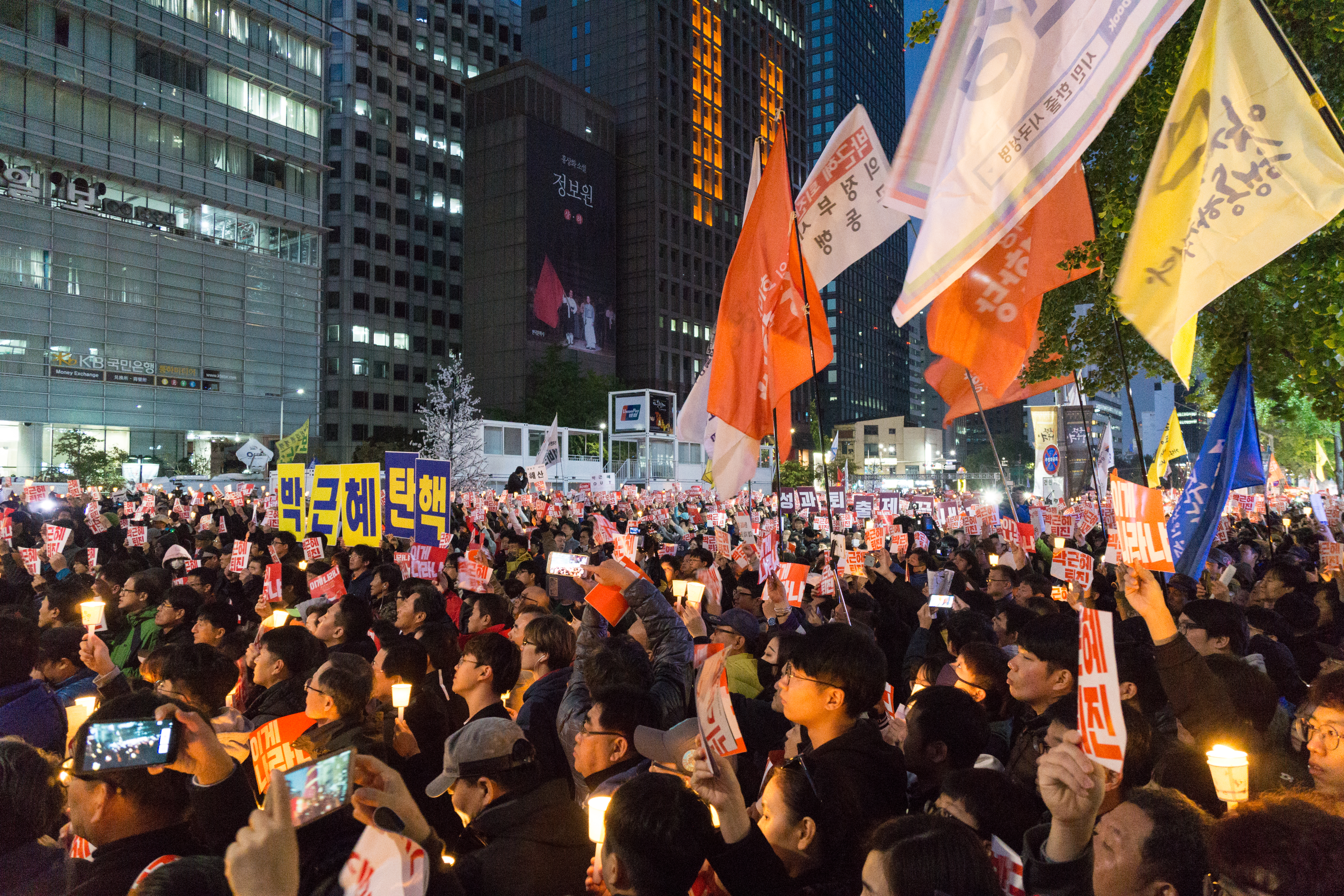
Демонстрация с требованиями отставки президента Пак Кын Хе, в Сеуле, 29 Октября 2016

Скандал вспыхнул в конце октября 2016 года, когда журналисты телеканала JTBC получили в своё распоряжение планшет с более чем двумястами секретными документами 2012—2014 годов, включая тексты речей президента Пак Кын Хе и документы, касающиеся военной стратегии и национальной безопасности, который, как выяснилось позже, принадлежал её подруге Чхве Сун Силь, не занимавшей никаких государственных постов. Кроме проблем секретности, вопросы у южнокорейских СМИ вызвал тот факт, что документы подвергались серьёзным правкам. Пак Кын Хе и находящаяся с сентября в Германии Чхве Сун Силь изначально отрицали все обвинения: последняя заявила журналистам, что вообще не умеет пользоваться планшетом, а официальный представитель Голубого дома — администрации южнокорейского президента — назвал заявления прессы беспочвенными слухами. Позже Пак Кын Хе признала, что часто советовалась с подругой в первые два года своего правления, однако не видит в этом ничего противозаконного, а её администрация подтвердила факты редактуры президентских речей.
Однако экс-сотрудники правительства и администрации президента настаивали, что Чхве Сун Силь продолжала вмешиваться в государственную политику и после 2014 года, а один из бывших работников её фонда и вовсе заявил, что она не редактировала, а писала президентские речи, а также давала Пак Кын Хе указания по кадровым вопросам, вмешиваясь в работу Государственного Совета, и фактически управляя страной из-за спины главы государства.
Эти обвинения не ограничились внутренними делами Южной Кореи: в списке документов, которые, предположительно — по утверждению одного из бывших чиновников, прошли через руки Чхве Сун Силь, упоминается Дрезденская декларация — речь Пак Кын Хе, посвящённая шагам, необходимым для мирного объединения Корейского полуострова, прочитанная ею 28 марта 2014 года, после церемонии получения почётной степени доктора права Дрезденского Технологического Университета. Министр объединения Кореи в 2004—2005 годах, Чон Донъён, заявил, что считает именно Чхве Сун Силь инициатором ужесточения внешней политики в отношении КНДР, в частности прекращения сотрудничества по кэсонскому технопарку. Он подчеркнул, что ещё в начале февраля 2016 года руководство Южной Кореи отрицало всякую связь технопарка с ядерной программой Севера, настаивая на продолжении его работы, а уже 10 февраля вдруг изменило свою позицию. Более того, Пак Кын Хе резко сменила риторику в отношении КНДР, а 1 октября открыто призвала северокорейцев, военнослужащих и мирных жителей, бежать на Юг, под влиянием, по мнению Чон Донъёна и лидера парламентской фракции партии Тобуро У Санхо (Woo Sang-ho, U Sangho, 우상호, 於相昊), заявлений Чхве Сун Силь о скором падении КНДР.

### Обвинения в коррупции
Также подругу президента подозревают в том, что она использовала своё влияние для получения средств от южнокорейских бизнес-конгломератов, в частности Samsung, Hyundai, SK Group и Lotte Group, переводимых на счета подконтрольных ей общественных фондов Mir и K-Sport и их дочерних компаний. По данным прокуратуры, вышедшей на следы махинаций Чхве Сун Силь ещё до скандала, в ноябре 2015 года, после ареста главы Nature Republic Чон Унхо (Jung Woon-ho, Jeong Un-ho, 정운호, 鄭雲昊), эти фонды скопили на своих счетах около восьмидесяти миллиардов вон (72 миллиона долларов).
26 октября 2016 года полиция провела обыски в офисах обоих фондов, вернувшаяся в страну Чхве Сун Силь 1 ноября была задержана по подозрению в получении доступа к секретным документам, 8 ноября, в 06:40 утра, прокуратура пришла с обыском в офис компании Samsung, а уже 20 ноября Чхве Сун Силь и помощникам Пак Кын Хе, Ан Джонбому (An Jeongbeom, An Chŏngpŏm, 안종범, 安鐘範) и Чон Хосону (Jeong Heoseongn, Chŏng Hŏsŏng, 정호성), были предъявлены официальные обвинения в связи с их коррупционной деятельностью. Глава сформированной для расследования этого дела специальной следственной группы, Ли Ённёль (Lee Yong-yeoul, Ri Yongnyŏl, I Yongnyeol, 이용렬, 李容烈), в тот же день заявил, что прокуратура имеет достаточно доказательств того, что президент знала о большинстве совершаемых подругой преступлений и, более того, являлась организатором некоторых из них, а обвинения Пак Кын Хе не предъявлены только благодаря её президентскому иммунитету. Ещё до этого заявления оппозиция потребовала разрешить следователям допрос президента.

## Импичмент
Пак Кын Хе в публичных выступлениях трижды просила прощения у народа и правительства страны, но массовые демонстрации с требованиями её отставки продолжились. За первые шесть недель протестов рейтинг одобрения Пак Кын Хе снизился с 30-35 % до 4 %. По данным опроса журнала Time, на начало декабря 2016 года, 78 % жителей Южной Кореи поддерживали импичмент президента.
3 декабря 2016 года в 04:10 У Санхо и депутаты Пак Чивон (Народная партия) и Но Хвечхан (Партия справедливости) выдвинули на рассмотрение Национального Собрания предложение об импичменте президента от имени 171 члена своих фракций в парламенте и ряда независимых депутатов на том основании, что Пак Кын Хе нарушила законы и Конституцию страны. Правящая партия Сэнури изначально желала добровольной отставки президента в конце апреля 2017 года, но с усилением протестов мнения насчёт импичмента Пак Кын Хе в руководстве партии разделились. 4 декабря часть членов Сэнури заявила, что будет голосовать за импичмент президента.
200 членов Национального Собрания должны были проголосовать по вопросу импичмента в последний день парламентской сессии. Учитывая, что суммарная численность независимых депутатов и законодателей оппозиционных партий в парламенте составляла 172 голоса, оппозиции требовалось перетянуть на свою сторону минимум 28 из 128-и делегатов правящей партии, для прохождения импичмента через голосование.

### Парламентские слушания
8 декабря 2016 года Национальное Собрание Южной Кореи назначило слушания по вопросу импичмента президента на 15:00, 9 декабря, по местному времени. Как и планировалось, 9 декабря депутаты провели тайное голосование, 234 голосами против 56 объявив президенту импичмент. Спикер Национального Собрания — не принадлежащий к какой-либо партии — и ещё два делегата воздержались от голосования, семь голосов было признано недействительными. Таким образом, лишь около половины — максимум 65 депутатов — от заседающих в парламенте членов правящей партии выказали доверие действующему президенту, а число перебежчиков значительно превысило необходимое.

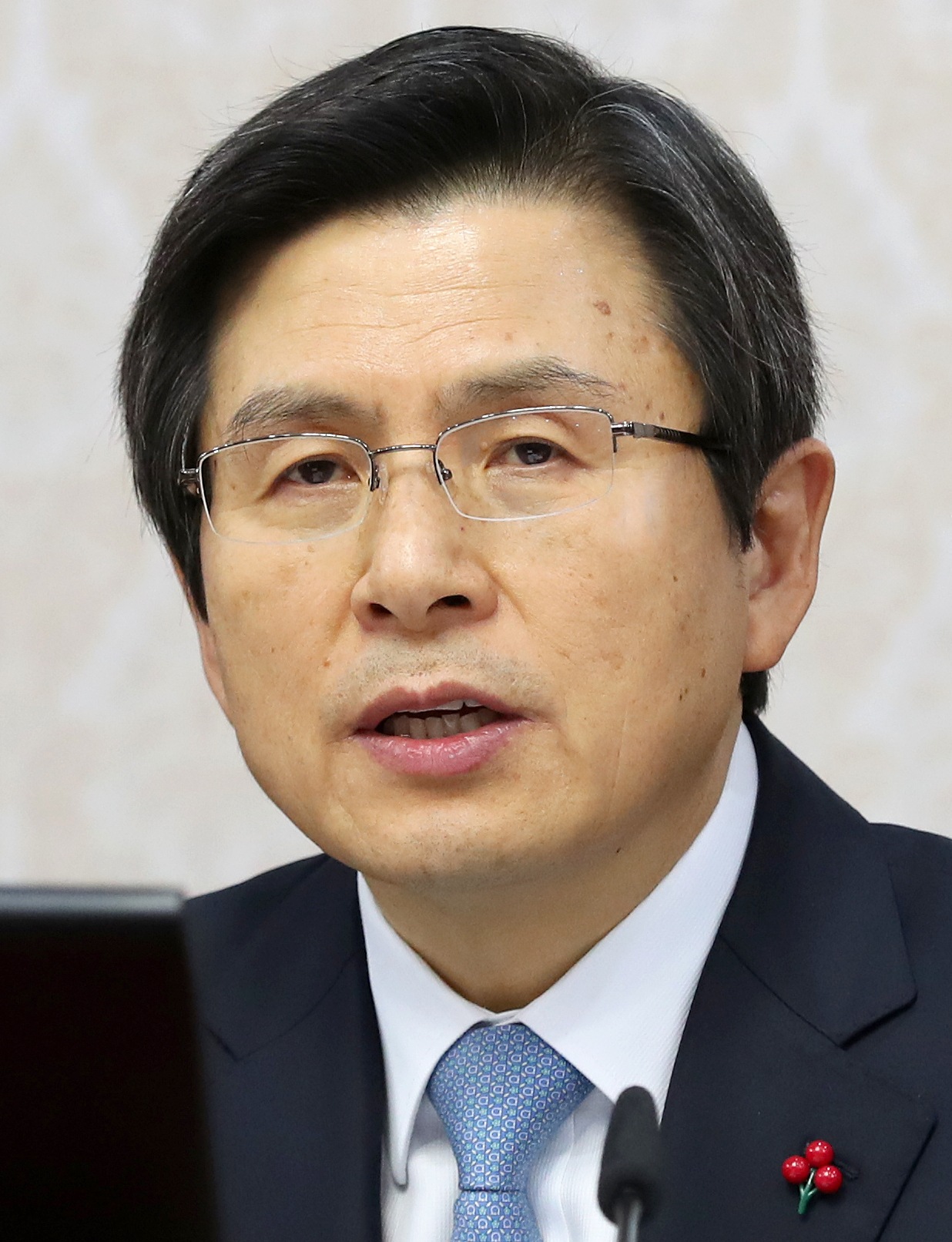
Премьер-министр Хван Гёан на заседании Правительство Южной Кореи, Декабрь 2016

Премьер-министр Хван Гёан занял президентский офис в 19:30 по стандартному корейскому времени, как исполняющий обязанности главы государства. Если Пак Кын Хе покинет свой пост — по любой причине: как из-за вступления импичмента в законную силу, так и по собственному желанию, — выборы нового президента пройдут через 60 дней. Согласно опросам общественного мнения, наиболее вероятными преемниками нынешней главы государства являются: Пан Ги Мун, оставивший пост генерального секретаря ООН; занявший второе место на прошлых выборах Мун Джэин, бывший лидер оппозиционной партии парламентского большинства Тобуро, и Ли Джэмён (мэр Соннама).

### Решение Конституционного суда
10 марта 2017 года Конституционный суд Кореи единогласно оставил в силе решение парламента страны об импичменте Пак Кын Хе. Теперь она лишилась неприкосновенности и может нести уголовную ответственность. Также она должна покинуть Голубой дом — президентскую резиденцию в центре Сеула. Пак Кын Хе в результате импичмента также лишится полагавшихся ей по президентскому статусу привилегий: пожизненной пенсии в размере 70 % от зарплаты ($10 400), трех помощников, личного водителя и бесплатного медицинского обслуживания в государственных клиниках. Кроме того, ей будет предоставлена охрана на протяжении лишь пяти, а не десяти лет. Согласно конституции страны, президентские выборы должны быть проведены через 60 дней.

## Реакция

### Внутри страны
9 декабря, в день слушаний об импичменте, протестующие собрались у здания Национального Собрания, где проходило голосование, и около сорока родственников жертв крушения парома «Севоль» следили за его ходом. Противники президента приветствовали новости об импичменте, в то время как её сторонники назвали действия парламента «охотой на ведьм», проводимой без всяких явных доказательств вменяемых Пак Кын Хе нарушений. 10 декабря сотни тысяч людей собрались на праздничную демонстрацию.